# Vollrausch
Im deutschen Strafrecht versteht man unter Vollrausch eine Straftat nach § 323a Strafgesetzbuch (StGB). Demnach macht sich strafbar, wer sich in einen Rausch versetzt, in diesem Zustand eine Straftat begeht, deswegen aber nicht bestraft werden kann, weil er infolge des Rausches schuldunfähig ist.

## Problemstellung
Ein starker Rausch kann dazu führen, dass ein Straftäter das Unrecht seiner Tat nicht einsehen oder nicht mehr nach dieser Einsicht handeln kann. Er ist dann schuldunfähig und kann wegen der Straftat selbst (der „Rauschtat“) nicht bestraft werden (§ 20 StGB).
Der Vollrausch ist als subsidiärer Auffangtatbestand formuliert. Er erfasst die Fälle, in denen die Schuldunfähigkeit nach § 20 StGB erwiesen ist oder nach dem Grundsatz von In dubio pro reo nicht auszuschließen ist. Hat der Täter den Rausch hingegen vorsätzlich herbeigeführt, um straffrei auszugehen, tritt der Tatbestand gegebenenfalls zurück, wenn ihm eine vorsätzlich oder fahrlässig begangene Rauschtat nachgewiesen werden kann, für die er einzustehen hat, mithin im Falle der sogenannten actio libera in causa. Diese ist allerdings an enge Voraussetzungen geknüpft. Zudem ist umstritten, ob sie mit dem Rechtsgrundsatz zu vereinbaren ist, dass Strafe Schuld voraussetzt („nulla poena sine culpa“, „keine Strafe ohne Schuld“).

## Lösung im deutschen Strafrecht
Um eine Strafbarkeit auch von Rauschtaten zu ermöglichen, wurde durch Gesetz vom 24. November 1933 der Straftatbestand des Vollrausches in das StGB aufgenommen. Nach mehreren Umnummerierungen findet er sich heute in § 323a.
Unter Strafe gestellt ist nach § 323a StGB nicht direkt das Verhalten des Schuldunfähigen (die Rauschtat), sondern das Verhalten, welches zur Schuldunfähigkeit geführt hat (das Sich-Berauschen). Die Begehung einer anderen Straftat im Zustand der rauschbedingten Schuldunfähigkeit ist nur eine sogenannte objektive Bedingung der Strafbarkeit. 
Unter dieser Bedingung ist sowohl das vorsätzliche als auch das fahrlässige Sich-Berauschen unter Strafe gestellt. Es ist dabei unerheblich, ob der Rausch durch Alkohol oder durch andere berauschende Mittel herbeigeführt wird, wobei hier dann auch ein Verstoß gegen das Betäubungsmittelgesetz vorliegen kann, welches aber rechtlich nicht mehr mit dem Vollrausch verknüpft ist.
Das Strafmaß beträgt Freiheitsstrafe bis zu fünf Jahre oder Geldstrafe, darf dabei jedoch nicht höher sein als das Strafmaß der Rauschtat. Ferner wird die Tat nur auf Antrag, mit Ermächtigung oder auf Strafverlangen hin verfolgt, wenn gleiches auch für die Rauschtat vorgegeben ist.
Zum österreichischen Recht siehe Rauschtat.

## Umgangssprachliche Bedeutung
Umgangssprachlich versteht man unter einem Vollrausch einen fortgeschrittenen Rauschzustand, in dem der Berauschte so weit die Kontrolle über sich selbst verliert, dass er sich später nicht mehr an die Erlebnisse während des Rausches erinnern kann („Filmriss“).